# Hara (métro de Nagoya)
Pour les articles homonymes, voir Hara.
Hara (原駅, Hara-eki) est une station du métro de Nagoya sur la ligne Tsurumai dans l'arrondissement de Tempaku à Nagoya.

## Situation sur le réseau
La station Hara est située au point kilométrique (PK) 18,4 de la ligne Tsurumai.

## Histoire
La station a été inaugurée le 1er octobre 1978.

## Services aux voyageurs

### Accès et accueil
La station est ouverte tous les jours.

### Desserte

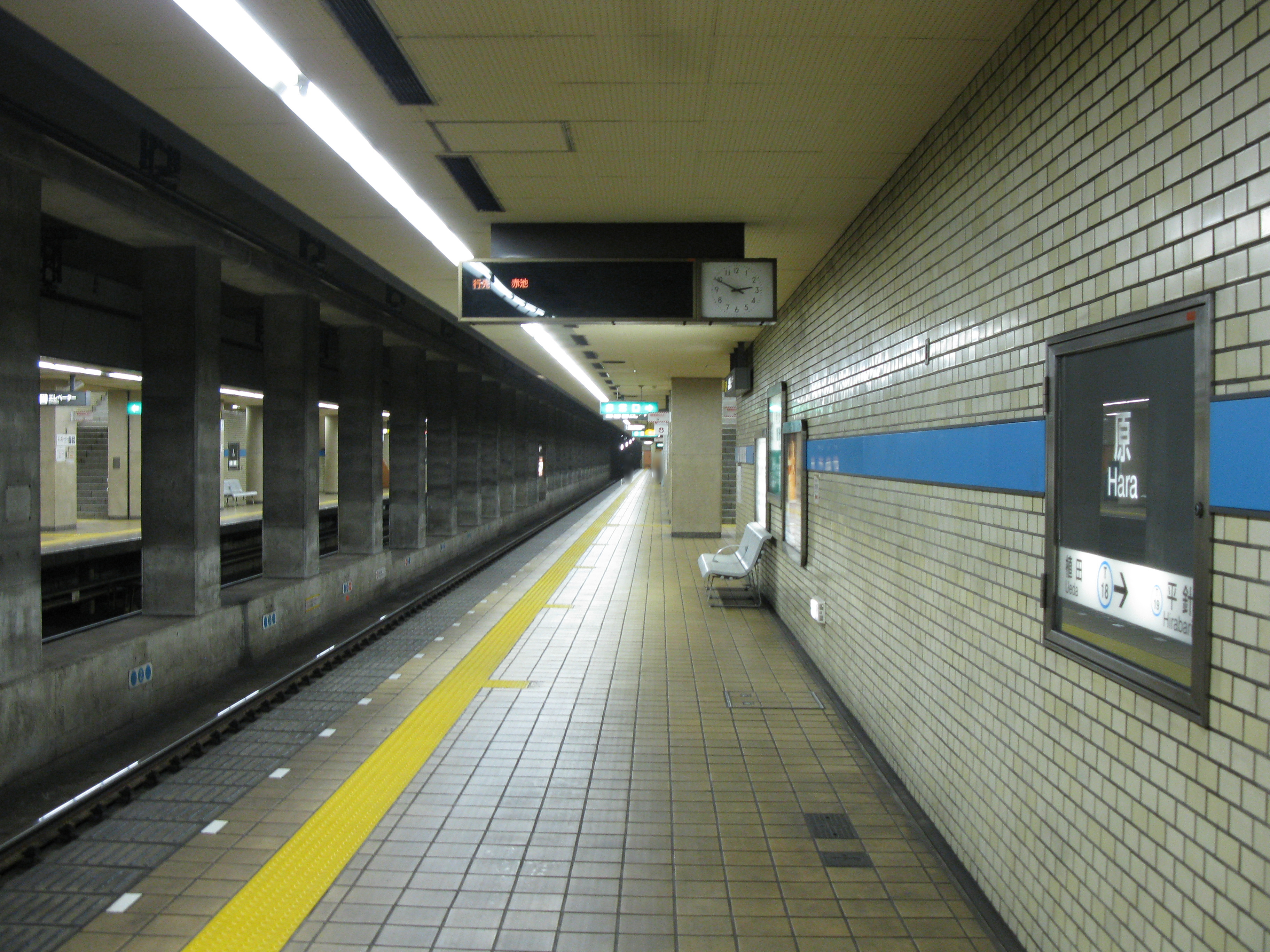
Vue des quais

- Ligne Tsurumai :
  - voie 1 : direction Akaike
  - voie 2 : direction Kami-Otai